# Brie-sous-Barbezieux
 Brie-sous-Barbezieux  là một xã thuộc tỉnh Charente trong vùng Nouvelle-Aquitaine tây nam nước Pháp. Xã nay có độ cao trung bình 104 mét trên mực nước biển.